# Штратман, Карл
Карл Штратман (нем. Carl Strathmann; 11 сентября 1866, Дюссельдорф — 29 июля 1939, Мюнхен) — немецкий художник и иллюстратор, представитель таких течений в искусстве, как модерн и символизм.

## Жизнь и творчество
Родился в состоятельной семье. Отец будущего художника, также Карл Штратман, был крупным торговцем и фабрикантом, позднее — консулом Чили в Германии. Мать, Алиса, была англичанкой и способствовала развитию интереса сына к английской культуре и искусству.
В период с 1882 по 1886 год Карл учится в дюссельдорфской Академии художеств, однако не закончил там курс «за отсутствием таланта» и в 1886—1889 годы продолжил образование в Веймаре, в местной художественной школе, в классе Леопольда фон Калькрёйта. После ухода своего учителя Калькрёта из веймарской школы Карл Штратман также покидает Веймар и с 1891 года начинает жизнь и карьеру «свободного художника» в Мюнхене. Здесь он включается в число местной богемы и при этом знакомится с художником Ловисом Коринтом, дружеские отношения с которым поддерживал всю жизнь. В Мюнхене же он пишет одну из наиболее известных своих картин — крупноформатное полотно «Саламбо» (1894—1895), выдающееся эпохи произведение мюнхенского символизма. Сюжет её был навеян одноимённым романом французского писателя Гюстава Флобера. На картине была изображена дочь карфагенского полководца Гамилькара Барки, в ритуальных целях отдающаяся гигантскому питону. Полотно художник украсил драгоценными камнями. Картина вызвала скандал в местном обществе, работа Штратмана в прессе именовалась не иначе, как «садистская фантазия», «чудовищность изображения» и т. п. В то же время скандальное полотно принесло его автору широкую известность.
Около 1900 года Карл Штратман открывает, совместно с художниками Александром фон Зальцманом и Адельбертом Нимейером, в Мюнхене, художественную мастерскую. В этот свой период творчества он начинает интересоваться карикатурой, много работает в этом жанре. Рисунки Карла Штратмана появляются в таких периодических изданиях, как журналы «Пан» (Pan), «Летящие листья» (Fliegende Blätter), Jugend, Simplicissinus. Художник создаёт орнаменты для обоев, меню и карт в ресторанах и отелях, плакаты, почтовые открытки. Работает также как дизайнер мебели. Карлу Штратману близки такие художественные техники и направления, как пуантилизм, японизм и импрессионизм. Художник становится членом художественных групп «Аллотрия» и «Клуб Кокорелло», являвшихся частью движения Мюнхенский сецессион, однако вследствие раздоров в них вскоре выходит из их состава. Был членом Германского союза художников с момента его образования в 1903 году, движения Берлинский сецессион, в выставке которого в 1917 году принимает активное участие. В 1904 году Карл Штратман, совместно с группой коллег, организует «Союз мюнхенских акварелистов».
Работы Карла Штратмана экспонировались на многочисленных его персональных выставках как при жизни художника (начиная с 1902 года), так и после его смерти, в музеях и галереях Мюнхена, Берлина, Вены, Дрездена, Бонна, Крефельда, Лейпцига, Франкфурта-на-Майне и др. Последняя персональная выставка его произведений состоялась в 2019 году в Мюнхенском городском музее.

## Галерея

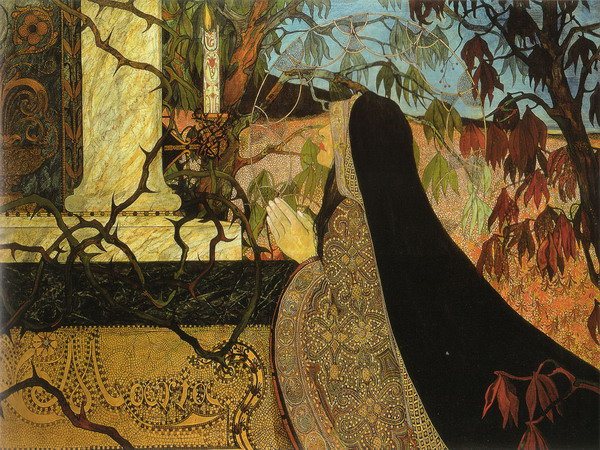
Мария, ок. 1895
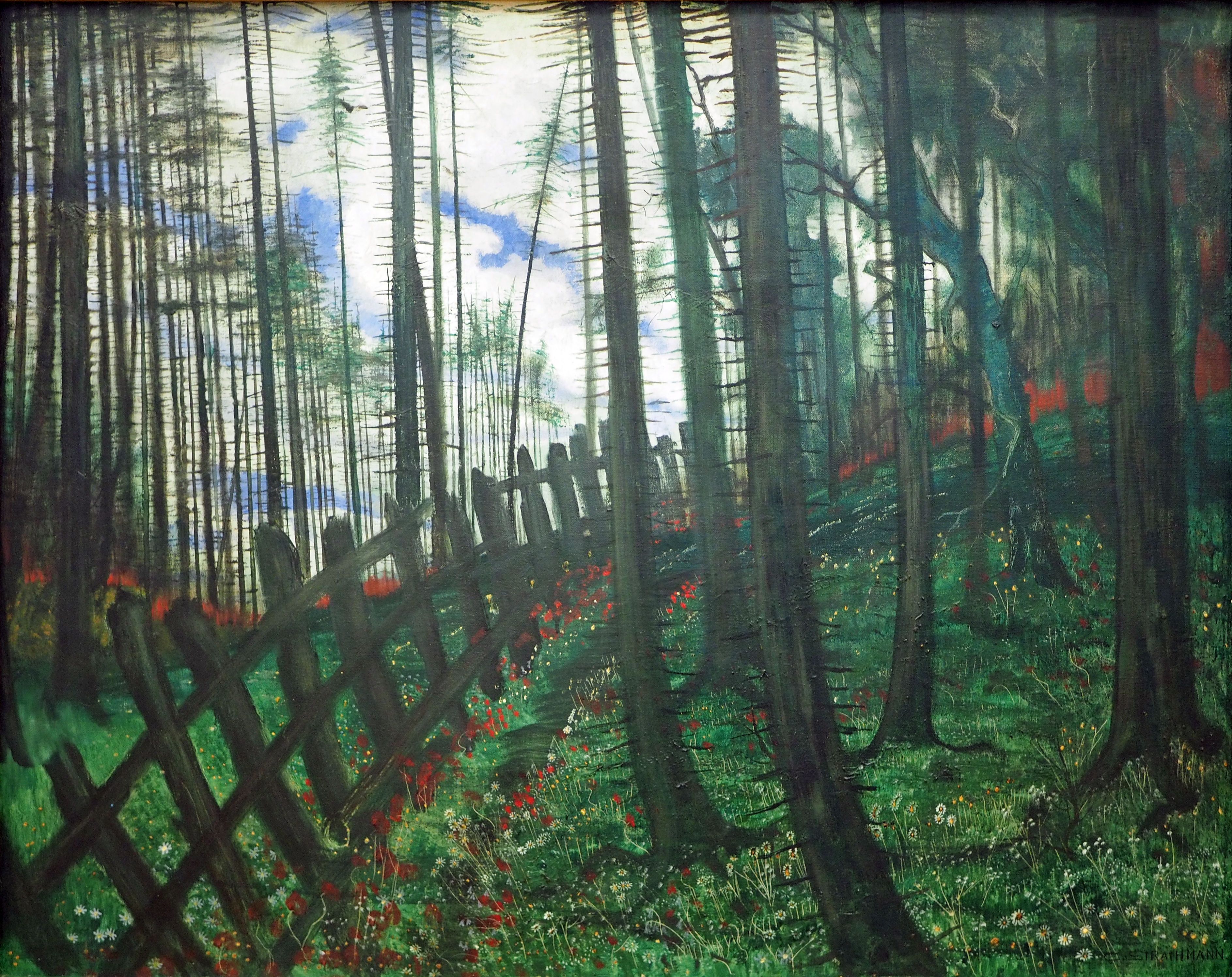
Весна, 1906
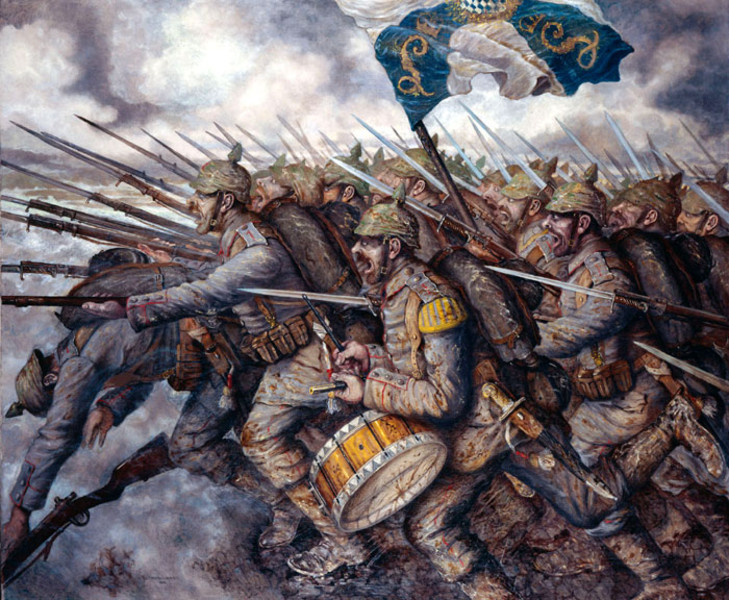
Атака, 1914
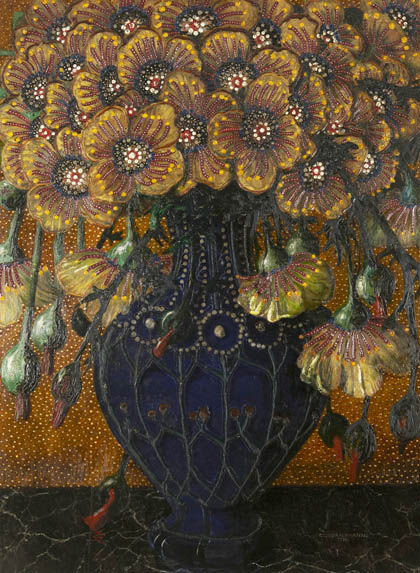
Натюрморт с цветами, 1916
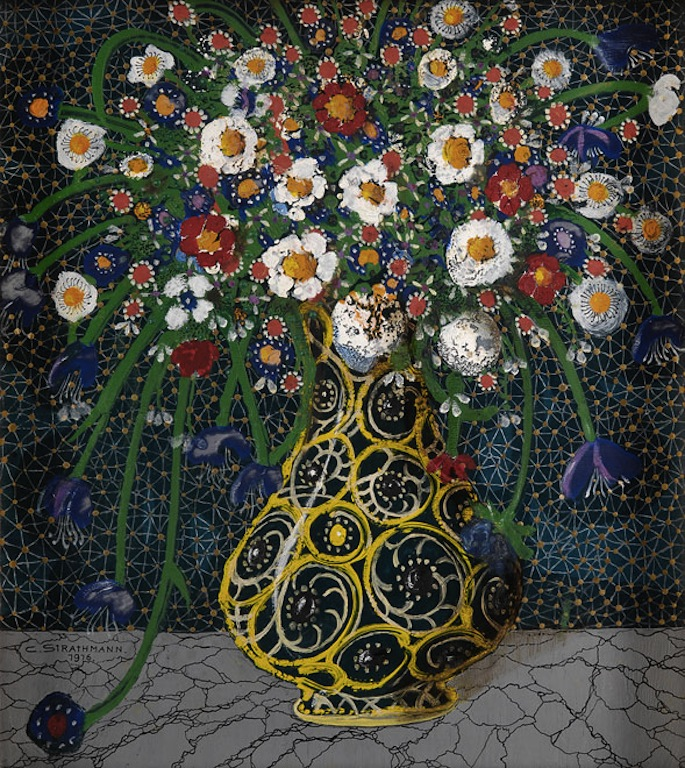
Цветы-бабочки, 1916
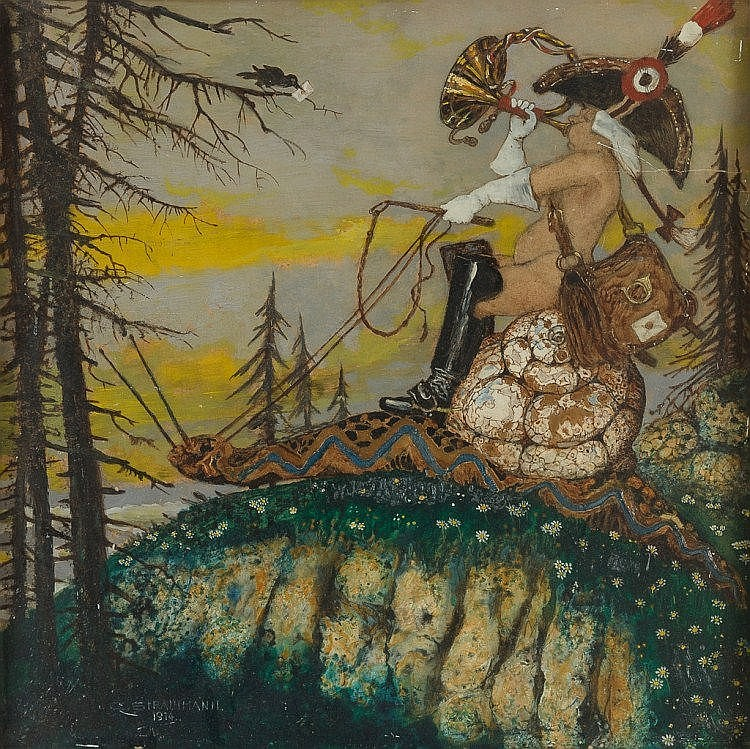
Почта-Улитка, 1914